# صلیب سرخ آلبانی
صلیب سرخ آلبانی(به انگلیسی: Albanian Red Cross) در سال ۱۹۲۱ تأسیس گردید. دفتر مرکزی این سازمان در تیرانا، پایتخت آلبانی واقع شده‌است.